# Cormes
Cormes é uma comuna francesa na região administrativa do País do Loire, no departamento de Sarthe. Estende-se por uma área de 18.9 km². Em 2010 a comuna tinha 917 habitantes (densidade: 48,5 hab./km²).